# Liste der Kulturdenkmale in Am Großen Bruch

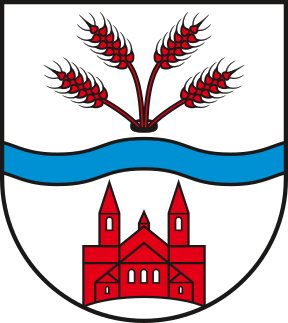
Wappen der Gemeinde Am Großen Bruch

In der Liste der Kulturdenkmale in Am Großen Bruch sind alle  Kulturdenkmale der Gemeinde Am Großen Bruch und ihrer Ortsteile aufgelistet. Grundlage ist das Denkmalverzeichnis des Landes Sachsen-Anhalt, das auf Basis des Denkmalschutzgesetzes des Landes Sachsen-Anhalt vom 21. Oktober 1991 durch das Landesamt für Denkmalpflege und Archäologie Sachsen-Anhalt erstellt und seither laufend ergänzt wurde (Stand: 31. Dezember 2022).

## Kulturdenkmale nach Ortsteilen

### Gunsleben
| Lage | Bezeichnung          | Beschreibung | Erfassungs- nummer | Ausweisungsart | Bild                 |
| --- | -------------------- | --- | ------------------ | -------------- | -------------------- |
| Amt 1,1a, ehemals 2, 7, 8 (Karte) | Schloss Gunsleben    | Rittergut, das Schloss Gunsleben wurde 1750 von Christoph Werner von der Asseburg gekauft. Das Wohnhaus wurde dann 1754 neu erbaut. Es ist ein eingeschossiges Haus mit einem Mansarddach im Stil des Barocks. Im Jahre 1891 wurde das Haus vergrößert. Der Park wurde wahrscheinlich in der zweiten Hälfte des 18. Jahrhunderts angelegt. Zum Gut gehören Wirtschaftsgebäude und Verwaltungsgebäude, die wahrscheinlich aus dem 19. Jahrhundert stammen. Weitere gehört zum gut eine Schmiede und eine Remise.                                                                                 | 094 56180          | Baudenkmal     | BW                   |
| Bahnhof 1 (Karte) | Bahnhof              | Der Bahnhof wurde 1843 in Betrieb genommen. Er befindet sich an der Bahnstrecke Wolfenbüttel–Jerxheim–Oschersleben, die inzwischen stillgelegt wurde. Es ist ein zweigeschossiger Bau mit einem Satteldach. Die Fassaden sind verbrettert. | 094 55882          | Baudenkmal     | Weitere Bilder       |
| Fasanenberg 4 (Karte) | Wohnhaus             | Das zweigeschossige Haus wurde laut einer Inschrift im Jahre 1687 erbaut. Es ist ein Fachwerkhaus mit einem Satteldach. Das Obergeschoss kragt vor. | 094 56408          | Baudenkmal     | BW                   |
| Fasanenberg 5, Hauptstraße 21, 22, 23, 24, 26, 27, 28, 29, 30, 31, 32, 33, 34, 36, 37, 39, 40, 44, 45, Papenberg 1, 2, 3, Untere Bergstraße 1, 2, 3 (Karte) | Straßenzug           | | 094 56186          | Denkmalbereich | BW                   |
| Fasanenberg, Obere Bergstraße (Karte) | Dorfkirche Gunsleben | Die Dorfkirche Gunsleben wurde 1797 erbaut. Es ist ein Putzbau mit einem hohen Westturm. Der Turm ist älter als die Kirche. Im Inneren befinden sich Emporen an der West- und Nordseite. An den Brüstungen befinden sich Gemälde der Propheten und der Apostel. Der Altaraufsatz stammt aus dem Jahr 1711. | 094 56179          | Baudenkmal     | Dorfkirche Gunsleben |
| Hauptstraße 5 (Karte) | Villa                | Die Villa wurde zum Ende des 19. Jahrhunderts erbaut. | 094 56183          | Baudenkmal     | Villa                |
| Hauptstraße 11, 12, 13 (Karte) | Bauernhof            | | 094 56184          | Baudenkmal     | BW                   |
| Hauptstraße 17 (Karte) | Bauernhof            | Etwas zurückgesetztes traufständiges Fachwerkwohnhaus aus der Zeit um 1720, daran anschließend beidseitig Stallbzw. Scheunenbauten aus Fachwerk und Ziegel, schöne bauzeitliche Eingangstür Baubeschreibung: Wohnhaus: zweistöckiges Wohnhaus mit Satteldach, der Bau auf hohem Bruchsteinsockel, vermutlich später um drei Aschen erweitert, Profilbohle auf Höhe der Balkenköpfe, der Unterstock später unterfangen, Wirtschaftsgebäude: kleiner Ziegelbau unmittelbar an das Wohnhaus anschließend, Fachwerkbau mit Ziegelausfachung an das Wohnhaus anschließend, giebelständig zur Straße. | 094 56409          | Baudenkmal     | Bauernhof            |
| Hauptstraße 24 (Karte) | Bauernhaus           | Das Bauernhaus wurde laut einer Inschrift im Jahre 1850 erbaut. Es ist ein zweigeschossiges Fachwerkhaus mit einem Krüppelwalmdach. Das Haus ist zurückgesetzt, links befindet sich ein zweigeschossiges Wirtschaftsgebäude. Das untere Geschoss des Wirtschaftsgebäudes ist massiv aus Ziegel, das obere Geschoss aus Fachwerk erbaut worden. | 094 56188          | Baudenkmal     | BW                   |
| Hauptstraße 31 (Karte) | Wohnhaus             | | 094 56189          | Baudenkmal     | BW                   |
| Hauptstraße 42 (Karte) | Wohnhaus             | | 094 56190          | Baudenkmal     | BW                   |
| Hauptstraße 44 (Karte) | Bauernhof            | | 094 56191          | Baudenkmal     | BW                   |
| Hauptstraße 45 (Karte) | Pfarrhof             | | 107 55011          | Baudenkmal     | BW                   |
| Obere Bergstraße 16 (Karte) | Pfarrhaus            | | 094 56007          | Baudenkmal     | Pfarrhaus            |
| Obere Bergstraße 6, 8, 9, 10, 11, 12, 13, 14 (Karte) | Häusergruppe         | | 094 56192          | Denkmalbereich | Häusergruppe         |

### Hamersleben
| Lage                                            | Bezeichnung             | Beschreibung | Erfassungs- nummer | Ausweisungsart               | Bild           |
| ----------------------------------------------- | ----------------------- | --- | ------------------ | ---------------------------- | -------------- |
| Am Bach 7 (Karte)                               | Bauernhof               | | 094 56476          | Baudenkmal                   | BW             |
| Grauer Hof 1 (Karte)                            | Grauer Hof              | Gutshof Der Gutshof, auch „Grauer Hof“ genannt, ist ein ehemaliges Gut des Klosters Marienthal. Das Gut wurde im Jahre 1806 von Herzog Friedrich Wilhelm von Braunschweig verkauft. Gekauft hat es die Familie Struve, sie baute das Wohnhaus. Zum Gut gehören noch mehrere Wirtschaftsgebäude und ein Park. | 094 56471          | Baudenkmal                   | BW             |
| Kirchstraße (Karte)                             | Sankt-Petri-Kirche      | Kirche Die evangelische Sankt-Petri-Kirche wurde 1903 erbaut. Sie befindet sich in unmittelbarer Nähe zur nördlich liegenden katholischen Sankt-Pankratius-Kirche. Es ist eine einschiffige Kirche im neoromanischen Stil mit einem 3/8-Schluss. Erbaut wurde die Kirche aus Bruchstein. Der Westturm trägt ein Spitzhelm mit Rauten. Auf dem Kirchhof befinden sich Grabsteine aus dem 18. und 19. Jahrhundert. | 094 56481          | Baudenkmal                   | Weitere Bilder |
| Kirchstraße 2 (Karte)                           | Schule                  | Schule | 094 56472          | Baudenkmal                   | BW             |
| Kirchstraße 6 (Karte)                           | Pfarrhaus               | Pfarrhaus | 094 56474          | Baudenkmal                   | BW             |
| Klosterhof 1, 2, 3, 6, 7, 8, 9 (Karte)          | Kloster Hamersleben     | Kloster Im Jahre 1107 in Osterwieck von Bischof Reinhard von Halberstadt gestiftet, veranlassten reiche Landschenkungen durch die hochadligen Damen Thietburg und ihre Tochter Mathilde im Jahre 1111 die Verlegung nach Hamersleben. Administrative und juristische Befugnisse erhielt das Kloster im Jahre 1178 durch die Übertragung des Archidiakonatsrechts. Bis zum Ende des 13. Jahrhunderts bestand Hamersleben als Doppelkloster. Seit 1804 befindet sich das Kloster im Besitz der katholischen Gemeinde. Zum Kloster gehört die Sankt-Pankratius-Kirche. | 094 56480          | Baudenkmal                   | Weitere Bilder |
| Klosterhof (Karte)                              | Kirche                  | Kirche | 094 56480 001      | Teilobjekt eines Baudenkmals | Weitere Bilder |
| Klosterhof 8 (Karte)                            | Klausur                 | Klausur | 094 56480 002      | Teilobjekt eines Baudenkmals | Weitere Bilder |
| Klosterhof (Karte)                              | Garten                  | Garten | 094 56480 003      | Teilobjekt eines Baudenkmals | Weitere Bilder |
| Klosterhof 1, 2, 3, 6, 7, 9 (Karte)             | Wirtschaftshof          | Wirtschaftshof | 094 56480 004      | Teilobjekt eines Baudenkmals | Weitere Bilder |
| Klosterhof                                      | Torfhaus                | Torfhaus | 094 56480 005      | Teilobjekt eines Baudenkmals |                |
| nördlich von Klausur und Wirtschaftshof (Karte) | Park                    | Park | 094 56480 006      | Teilobjekt eines Baudenkmals | BW             |
| Klosterhof, Neuer Markt (Karte)                 | Garten                  | Garten | 094 56480 007      | Teilobjekt eines Baudenkmals | Weitere Bilder |
| Neuer Markt 4 (Karte)                           | Schule                  | Schule | 094 56473          | Baudenkmal                   | BW             |
| Ottlebener Straße 8 (Karte)                     | Wohnhaus                | | 094 56479          | Baudenkmal                   | BW             |
| Straße der Einheit 7 (Karte)                    | Wohn- und Geschäftshaus | | 094 56467          | Baudenkmal                   | BW             |
| Straße der Einheit 36 (Karte)                   | Bauernhof               | | 094 56478          | Baudenkmal                   | BW             |
| Straße der Einheit 38 (Karte)                   | Bauernhof               | | 094 56466          | Baudenkmal                   | BW             |

### Neuwegersleben
| Lage                                           | Bezeichnung   | Beschreibung | Erfassungs- nummer | Ausweisungsart | Bild           |
| ---------------------------------------------- | ------------- | --- | ------------------ | -------------- | -------------- |
| Alte Dorfstraße 1, 1a (Karte)                  | Kirche        | Die Sankt-Johannes-Kirche ist eine ehemalige katholische Kirche, sie wurde 1858 eingeweiht. Nach anderen Quellen hieß sie Sankt-Bernward-Kirche und wurde 1898 eingeweiht. Es ist eine kleine Backsteinkirche mit Rundbogenfriesen. | 094 56348          | Baudenkmal     | Kirche         |
| Alte Dorfstraße 2 (Karte)                      | Wohnhaus      | | 094 56349          | Baudenkmal     | BW             |
| Am Bahnhof 3 (Karte)                           | Bahnhof       | | 094 98586          | Baudenkmal     | Weitere Bilder |
| Fürstenberg (Karte)                            | Schmiede      | | 094 56347          | Baudenkmal     | Schmiede       |
| Hornhäuser Straße (Karte)                      | Telegrafenamt | Das Stationshaus der Station 18 der optischen Telegrafenlinie Berlin–Koblenz ist ein Typenbau, der von 1832 bis 1834 erbaut wurde. Es ist vermutlich die einzige baulich in der Originalsubstanz erhaltenen Station der Linie. Sie diente vorrangig militärischen Zwecken. Es ist ein zweigeschossiger Bau, auf dem Dach befindet sich die Signalanlage. Diese Anlage besteht aus drei Flügelpaaren. Die gesamte Strecke wurde von 62 Stationen gebildet. Bei guter Sicht wurde eine Nachricht von 30 Worten in 90 Minuten von Berlin nach Koblenz übertragen. | 094 56356          | Baudenkmal     | Weitere Bilder |
| LPG-Hof 1, 2, 2a, 3, 3a, 4 (Karte)             | Domäne        | | 094 56345          | Baudenkmal     | Weitere Bilder |
| Neudamm 10, 11, Ortslage Neudamm (Karte)       | Bauernhof     | | 094 56193          | Baudenkmal     | BW             |
| Neudamm 7, 9, 10, 11, Ortslage Neudamm (Karte) | Häusergruppe  | | 094 55962          | Baudenkmal     | Häusergruppe   |
| Neue Straße (Karte)                            | Kirche        | Evangelische Dorfkirche, 1912–14 erbaut und mit einer Orgel von Ernst Röver ausgestattet. | 094 50631          | Baudenkmal     | Kirche         |
| Straße der Freundschaft 1 (Karte)              | Bauernhof     | | 094 56355          | Baudenkmal     | BW             |
| Straße der Freundschaft 37 (Karte)             | Postamt       | | 094 56353          | Baudenkmal     | BW             |

### Wulferstedt
| Lage                                                                                          | Bezeichnung             | Beschreibung | Erfassungs- nummer | Ausweisungsart | Bild                    |
| --------------------------------------------------------------------------------------------- | ----------------------- | --- | ------------------ | -------------- | ----------------------- |
| (Karte)                                                                                       | Mühle Dieckmann         | Mühle. Die Bockwindmühle südöstlich des Orts wurde im Jahr 1820 errichtet. | 094 56005          | Baudenkmal     | Mühle Dieckmann         |
| (Karte)                                                                                       | Bockwindmühle Lauenroth | Mühle. Die Bockwindmühle steht südwestlich des Ortes an der Straße Richtung Eilenstedt. | 094 56006          | Baudenkmal     | Bockwindmühle Lauenroth |
| (Karte)                                                                                       | Wegweiser               | Der Wegweiser hat eine Höhe von etwa ein Meter. Er steht an einer Kreuzung an der Krottorfer Straße. | 094 56295          | Baudenkmal     | BW                      |
| (Karte)                                                                                       | Park                    | 2018 als Baudenkmal ausgewiesen | 107 25066          | Baudenkmal     | BW                      |
| Am Berge 182, 183, 184, 185, 186, Am Löschteich 212, 213, 214, 215 und weitere Häuser (Karte) | Ortskern                | Im Jahre 1790 brannte das Dorf ab und wurde anschließend wieder aufgebaut. Der Ortskerne ist trotz Anpassungen im 19. Jahrhundert weitgehend erhalten geblieben. Es sind meistens zweigeschossige traufständige Fachwerkhäuser. Das ursprüngliche Pflaster ist erhalten geblieben. Am südöstlichen Rand befindet sich ein großer Gutshof, der im 19. Jahrhundert angelegt wurde. | 094 55970          | Denkmalbereich | BW                      |
| Dorfmitte 72 (Karte)                                                                          | Bauernhof               | | 094 55981          | Baudenkmal     | BW                      |
| Dorfmitte 82 (Karte)                                                                          | Wohnhaus                | | 094 55990          | Baudenkmal     | BW                      |
| Grüne Straße 54 (Karte)                                                                       | Bauernhof               | Der Bauernhof stammt aus der Zeit um 1800. | 094 55978          | Baudenkmal     | BW                      |
| Grüne Straße 64 (Karte)                                                                       | Bauernhof               | | 094 55979          | Baudenkmal     | BW                      |
| Kastanienplatz, Neue Reihe (Karte)                                                            | Kirche                  | Die Kirche St. Martin wurde 1797 erbaut. | 094 55989          | Baudenkmal     | BW                      |
| Lange Straße 5 (Karte)                                                                        | Bauernhof               | | 094 55971          | Baudenkmal     | BW                      |
| Lange Straße 10 (Karte)                                                                       | Bauernhof               | Der Bauernhof entstand in der ersten Hälfte des 19. Jahrhunderts. | 094 55972          | Baudenkmal     | BW                      |
| Lange Straße 13 (Karte)                                                                       | Bauernhof               | | 094 55973          | Baudenkmal     | BW                      |
| Lange Straße 38 (Karte)                                                                       | Schmiede                | | 094 55974          | Baudenkmal     | BW                      |
| Lange Straße 44 (Karte)                                                                       | Bauernhof               | | 094 55975          | Baudenkmal     | BW                      |
| Lange Straße 45 (Karte)                                                                       | Villa                   | | 094 55976          | Baudenkmal     | BW                      |
| Lange Straße 46 (Karte)                                                                       | Bauernhof               | | 094 55977          | Baudenkmal     | BW                      |
| Neue Reihe 105 (Karte)                                                                        | Pfarrhaus               | | 094 55988          | Baudenkmal     | BW                      |
| Neue Reihe 106 (Karte)                                                                        | Bauernhof               | | 094 55982          | Baudenkmal     | BW                      |
| Neue Reihe 109 (Karte)                                                                        | Bauernhof               | | 094 55984          | Baudenkmal     | BW                      |
| Neue Reihe 111 (Karte)                                                                        | Bauernhof               | | 094 55985          | Baudenkmal     | BW                      |
| Neue Reihe 216 (Karte)                                                                        | Bauernhof               | abgerissen | 094 55987          | Baudenkmal     | BW                      |
| Schulwinkel 90 (Karte)                                                                        | Bauernhof               | | 094 55991          | Baudenkmal     | BW                      |
| Schulwinkel 92 (Karte)                                                                        | Wohnhaus                | | 094 55992          | Baudenkmal     | BW                      |
| Schulwinkel 98 (Karte)                                                                        | Wohnhaus                | | 094 55994          | Baudenkmal     | BW                      |
| Schulwinkel 99 (Karte)                                                                        | Wohnhaus                | | 094 55993          | Baudenkmal     | BW                      |

## Ehemalige Kulturdenkmale nach Ortsteilen
Die nachfolgenden Objekte waren ursprünglich ebenfalls denkmalgeschützt oder wurden in der Literatur als Kulturdenkmale geführt. Die Denkmale bestehen heute jedoch nicht mehr, ihre Unterschutzstellung wurde aufgehoben oder sie werden nicht mehr als Denkmale betrachtet. Mitunter sind Einzelobjekte aber noch immer Bestandteil eines geschützten Denkmalbereichs.

### Gunsleben
| Lage                   | Bezeichnung | Beschreibung | Erfassungs- nummer | Ausweisungsart | Bild     |
| ---------------------- | ----------- | --- | ------------------ | -------------- | -------- |
| Hauptstraße 14 (Karte) | Wohnhaus    | Das Wohnhaus wurde 1833 erbaut. Nach einem genehmigten Abbruch erfolgte 2018 die Austragung des Gebäudes aus dem Denkmalverzeichnis. | 094 56185          | Baudenkmal     | Wohnhaus |
| Hauptstraße 38 (Karte) | Wohnhaus    | | 094 56008          | Baudenkmal     | BW       |

### Hamersleben
| Lage                                               | Bezeichnung | Beschreibung | Erfassungs- nummer | Ausweisungsart | Bild |
| -------------------------------------------------- | ----------- | --- | ------------------ | -------------- | ---- |
| Kampweg 1 (Karte)                                  | Wohnhaus    | | 094 56468          | Baudenkmal     | BW   |
| Steinberg 1, Straße der Einheit 16, 17, 18 (Karte) | Fabrik      | Fabrik 2022 nach Abbruch als Baudenkmal gestrichen.                                                                  | 094 56469          | Baudenkmal     | BW   |
| Straße der Einheit 9 (Karte)                       | Wohnhaus    | Wohnhaus, wurde im Rahmen eines Sicherungsabbruches zerstört und im Jahr 2016 aus dem Denkmalverzeichnis ausgetragen | 094 56477          | Baudenkmal     | BW   |

### Neuwegersleben
| Lage                               | Bezeichnung | Beschreibung | Erfassungs- nummer | Ausweisungsart | Bild |
| ---------------------------------- | ----------- | ------------ | ------------------ | -------------- | ---- |
| Straße der Freundschaft 10 (Karte) | Gasthof     | Gemeindekrug | 094 56352          | Baudenkmal     | BW   |

## Legende
In den Spalten befinden sich folgende Informationen:
- Lage: Nennt den Straßennamen und wenn vorhanden die Hausnummer des Kulturdenkmals. Die Grundsortierung der Liste erfolgt nach dieser Adresse. Der Link „Karte“ führt zu verschiedenen Kartendarstellungen und nennt die geographischen Koordinaten.
Link zu einem Kartenansichtstool, um Koordinaten zu setzen. In der Kartenansicht sind Baudenkmale ohne Koordinaten mit einem roten bzw. orangen Marker dargestellt und können in der Karte gesetzt werden. Baudenkmale ohne Bild sind mit einem blauen bzw. roten Marker gekennzeichnet, Baudenkmale mit Bild mit einem grünen bzw. orangen Marker.
- Offizielle Bezeichnung: Nennt den Namen, die Bezeichnung oder zumindest die Art des Kulturdenkmals und verlinkt, soweit vorhanden, auf den Artikel zum Objekt.
- Beschreibung: Nennt bauliche und geschichtliche Einzelheiten des Kulturdenkmals, vorzugsweise die Denkmaleigenschaften.
- Erfassungsnummer: Für jedes Kulturdenkmal wird in Sachsen-Anhalt eine 20stellige Erfassungsnummer vergeben. Die letzten zwölf Ziffern werden für die Untergliederung nach Teilobjekten genutzt und werden nur angegeben, soweit vergeben. In dieser Spalte kann sich folgendes Icon  befinden, dies führt zu Angaben zu diesem Baudenkmal bei Wikidata.
- Ausweisungsart: Die Einordnung des Denkmales nach § 2 Abs. 2 DenkmSchG LSA
- Bild: Ein Bild des Denkmales, und gegebenenfalls einen Link zu weiteren Fotos des Kulturdenkmals im Medienarchiv Wikimedia Commons. Wenn man auf das Kamerasymbol klickt, können Fotos zu Kulturdenkmalen aus dieser Liste hochgeladen werden: